# Чигнік-Лейк (Аляска)
Чигнік-Лейк (англ. Chignik Lake) — переписна місцевість (CDP) в США, в окрузі Лейк-енд-Пенінсула штату Аляска. Населення — 61 особа (2020).

## Географія
Чигнік-Лейк розташований за координатами 56°16′19″ пн. ш. 158°47′21″ зх. д. / 56.27194° пн. ш. 158.78917° зх. д. (56.271969, -158.789108).  За даними Бюро перепису населення США в 2010 році переписна місцевість мала площу 59,07 км², з яких 31,74 км² — суходіл та 27,33 км² — водойми.

## Демографія
Згідно з переписом 2010 року, у переписній місцевості мешкали 73 особи в 27 домогосподарствах у складі 20 родин. Густота населення становила 1 особа/км².  Було 50 помешкань (1/км²).
Расовий склад населення:
| - 94,5 % — корінних американців - 2,7 % — білих |

До двох чи більше рас належало 2,7 %. Частка іспаномовних становила 0,0 % від усіх жителів.
За віковим діапазоном населення розподілялося таким чином: 27,4 % — особи молодші 18 років, 61,6 % — особи у віці 18—64 років, 11,0 % — особи у віці 65 років та старші. Медіана віку мешканця становила 32,5 року. На 100 осіб жіночої статі у переписній місцевості припадало 128,1 чоловіків;  на 100 жінок у віці від 18 років та старших — 103,8 чоловіків також старших 18 років.
Середній дохід на одне домашнє господарство  становив 47 857 доларів США (медіана — 45 000), а середній дохід на одну сім'ю — 57 420 доларів (медіана — 50 000). Медіана доходів становила 36 250 доларів для чоловіків та 40 000 доларів для жінок. За межею бідності перебувало 8,6 % осіб, у тому числі 5,3 % дітей у віці до 18 років та 33,3 % осіб у віці 65 років та старших.
Цивільне працевлаштоване населення становило 38 осіб. Основні галузі зайнятості: освіта, охорона здоров'я та соціальна допомога — 42,1 %, публічна адміністрація — 26,3 %, сільське господарство, лісництво, риболовля — 13,2 %, мистецтво, розваги та відпочинок — 10,5 %.